# Erebê Şemo

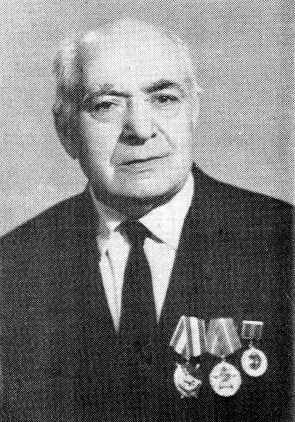
Erebê Şemo

Erebê Şemo (Arab Schamojewitsch Schamilow, russisch Араб Шамоевич Шамилов, kurdisch-lateinisch Ə'rəb Şamilov, kurdisch-kyrillisch Ә'рәб Шамилов, armenisch Արաբ Շամիլով; * 23. Oktober 1897 in Susuz, kurdisch Cilawûz, Oblast Kars; † 1978 in Jerewan, Armenische SSR, Sowjetunion) war ein kurdisch-jesidischer Schriftsteller.

## Leben
Erebê Şemo wurde als Kind jesidischer Eltern geboren. Zu dieser Zeit gehörte Kars zum russischen Reich. Im Ersten Weltkrieg diente er der russischen Armee als Übersetzer. Später wurde er Mitglied des Zentralkomitees der Armenischen Kommunistischen Partei.
1931 begann er mit seinen Forschungen über kurdische Literatur am Orientalischen Institut in Leningrad, wo er Qanatê Kurdo kennenlernte, der ebenfalls aus Susuz stammte. Er arbeitete an der Entwicklung eines lateinischen Alphabets für das Kurdische mit. Er arbeitete und wirkte an der kurdischen Zeitschrift Riya Teze (Der neue Weg), die von 1930 bis 1937 in Jerewan erschien. 

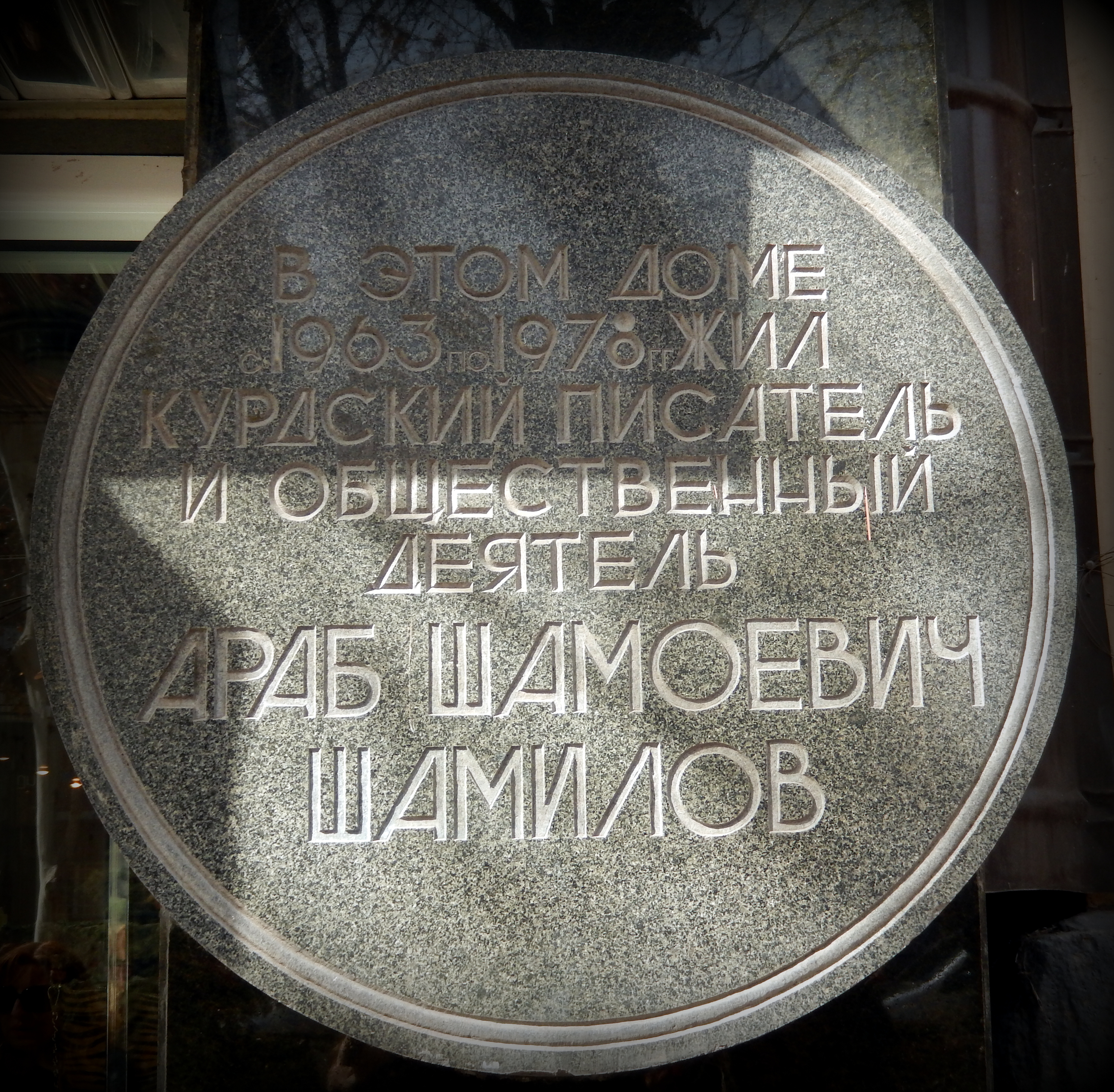
Gedenktafel am Wohnhaus in Jerewan, Abowjan-Straße

Sein erster Roman war 1935 Şivanê Kurmanca (Der Hirte der Kurmandschen). Dieser Roman war der erste Kurmandschi-Roman der Neuzeit. 1937 wurde Schamilow von Stalin ins Exil geschickt und kehrte erst 1956, nach Stalins Tod, in die UdSSR zurück. 1959 veröffentlichte er seine erste Novelle Jiyana Bextewer und 1966 seinen ersten historischen Roman Dimdim, der von der alten kurdischen Geschichte Kela Dimdimê (Die Burg von Dimdim) inspiriert worden war. Diese Geschichte dreht sich um die Burg, die im 17. Jahrhundert Schauplatz der Schlacht bei Dimdim war. Zu dieser Geschichte wurden auch zwei italienische Opern mit den Titeln Il pastore curdo und Il castello di Dimdim geschrieben. 1967 veröffentlichte Erebê Şemo eine Sammlung von kurdischen Volkssagen.
Erebê Şemo verstarb 1978.

## Werke
- Şivanê Kurmanca (1935)

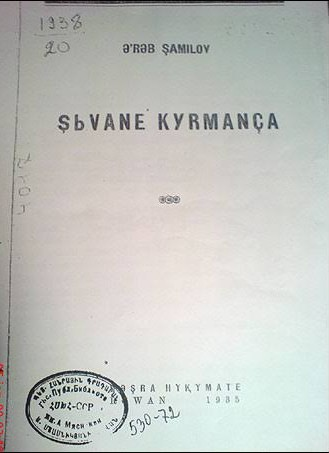
Erstausgabe von Şivanê Kurmanca

- Jiyana Bextewar (1959) (Roja Nû, 1990)
- Dimdim (1966) (Roja Nû, 1983)
- Hopo (1969) (Roja Nû, 1990)

In deutscher Sprache:
- Die drei Glatzköpfe: kurdische Volksmärchen; Aus d. Russ. übers. von Lieselotte Remané, Edition Holz im Kinderbuchverlag Berlin, 1977
- Der kurdische Hirt, Komkar Publikation, Köln, 1986

| Personendaten    | Personendaten                                                   |
| ---------------- | --------------------------------------------------------------- |
| NAME             | Şemo, Erebê                                                     |
| ALTERNATIVNAMEN  | Schamilow, Arab; Schamilow, Arab Schamojewitsch; Şamilov, Ə'rəb |
| KURZBESCHREIBUNG | kurdisch-jesidischer Schriftsteller                             |
| GEBURTSDATUM     | 23. Oktober 1897                                                |
| GEBURTSORT       | Susuz, Kars                                                     |
| STERBEDATUM      | 1978                                                            |
| STERBEORT        | Jerewan, Armenische Sozialistische Sowjetrepublik               |